# Sesamum radiatum
Sesamum radiatum är en sesamväxtart som beskrevs av Julius Heinrich Karl Schumann och Thonn.. Sesamum radiatum ingår i släktet sesamer, och familjen sesamväxter. Inga underarter finns listade i Catalogue of Life.